# Porcellana di Vische
La porcellana di Vische è una porcellana a pasta dura prodotta fra il 1765 e il 1768 a Vische.

## Storia
La Fabbrica di porcellane fu fondata in forma di società nel 1765.
Socio di maggioranza era il conte Ludovico Birago che mise a disposizione i locali della sua tenuta di Vische, nonché la formula segreta della vernice che egli aveva appreso. Gli altri soci, fra cui Giovanni Vittorio Brodel, investirono i capitali.
Essendo scaduti i diritti della manifattura Rossetti, la società ricevette dal re Carlo Emanuele III la privativa della porcellana nel Regno di Sardegna per vent'anni. 
Il personale della manifattura era composto di un direttore, un pittore, due modellatori, due tornitori e dodici lavoranti.
Benché la produzione fosse di buona qualità, la fabbrica ebbe vita breve e chiuse nel 1768 per debiti.

## Produzione
L'impasto della porcellana di Vische si caratterizzava, come poi anche quello di Vinovo, per l'utilizzo della magnesite al posto del caolino (assente in Piemonte) nella mescola dell'impasto, accanto al quarzo ed al feldspato. Si trattava comunque di porcellana a pasta dura. 
La produzione comprendeva statuette non dipinte, sia in biscuit, sia invetriate. Particolarmente significativa la serie dei bambini che svolgono diversi mestieri, disegnata da Étienne Maurice Falconet.
Il vasellame era decorato in camaieu porpora e filette dorate. Le forme più significative sono quelle ispirate alla natura, come i vassoi in forma di foglia e le salsiere in forma di conchiglia.

## Marca
La marca della manifattura era una W sormontata da un trifoglio.